# Curicaueri
Curicaueri, auch Curicaberis, Curicaveri, Curicaheri, war eine in der Literatur häufig als Sonnengottheit charakterisierte Göttergestalt, die von den Tarasken, aus deren Herrschaftsverband später das Volk Purépecha hervorging, als Feuer- und Kriegsgott und wichtigste Identifikationsfigur der politischen Führungselite des Reiches verehrt wurde. Die Purépecha leben im nordwestlichen Teil des heutigen mexikanischen Bundesstaates Michoacán, wo auch die Heimat ihrer Vorfahren vermutet wird und sich der taraskische Herrschaftsverband ausbreitete.
Das Wort hat Dialektvarianten und Verschleifungen erfahren, die Betonung liegt auf der vorletzten Silbe: Curicauéri. Nach Cristina Monzón besteht es aus dem Substantiv ueri und dem Adjektiv curica, zusammen bedeutet es etwa „er geht Feuer machen“.
Die Kenntnis über den Himmelsgott Curicaueri setzt wahrscheinlich mit dem Kodex Relación de Michoacán von 1540 ein. Eine frühe Erwähnung findet sich auch bei Francisco Javier Alegre (1729–1788) in dessen Historia de la Compañía de Jesús en Nueva-España. Band 1, S. 91–92.
Der amerikanische Archäologe und Ethnologe Daniel Garrison Brinton beschreibt ihn als den Kulturheros, der das Volk der Purépecha aus der Barbarei führte, ihm Gesetze und einen Kalender gab. Curicaberis lebte in der Stadt „Cromuscuaro“ (Wachturm oder Aussichtspunkt) und verkündete seine Ratschläge stets bei Sonnenaufgang. Ihm zu Ehren wurde das Fest „Zitacuarentuaru“ gefeiert, das spanische Missionare mit Auferstehung der Toten übersetzt haben sollen. Er soll prophezeit haben, dass er zurückkehren werde, sobald weiße Menschen im Land eintreffen. Dabei handelt es sich um ein in der gesamten Region wiederkehrendes Motiv, dass auch von Licht- oder Sonnengottheiten anderer mesoamerikanischer Kulturen berichtet wird. Die Herrscher der Tarasken sollen als Statthalter fungiert haben, bis Curicaueri wieder zurückkehrt. 
Das weibliche Gegenstück zu Curicaberis war die Erdgöttin Cueravaperi, auch Cuerahuáperi oder Cuerauáperi, die als Göttin des Wassers, des Regens, der Ernte und als Mutter aller auf der Welt wirkenden Götter galt.